# Oh, Freedom
Oh, Freedom è una canzone di libertà degli afroamericani, scritta dopo la Guerra civile americana del 1861.

## Testo
Oh freedom, oh freedom, oh freedom over me
And before I'd be a slave I'll be buried in my grave
And go home to my Lord and be free
No more moaning, no more moaning, no more moaning over me
And before I'd be a slave I'll be buried in my grave
And go home to my Lord and be free
No more crying, no more crying, no more crying over me
And before I'd be a slave I'll be buried in my grave
And go home to my Lord and be free
Oh freedom, oh freedom, oh freedom over me
And before I'd be a slave I'll be buried in my grave
And go home to my Lord and be free
There'll be singin', there'll be singin', there'll be singin' over me
And before I'd be a slave I'll be buried in my grave
And go home to my Lord and be free
There'll be glory, there'll be glory, there'll glory over me
And before I'd be a slave I'll be buried in my grave
And go home to my Lord and be free
Oh freedom, oh freedom, oh freedom over me
And before I'd be a slave I'll be buried in my grave
And go home to my Lord and be free